# Diều trắng Úc
Diều trắng Úc còn gọi là diều vai đen hoặc Diều Úc (Danh pháp khoa học: Elanus axillaris) là một loài chim săn mồi trong họ Accipitridae., đây là một loài chim ăn thịt nhỏ được tìm thấy trong môi trường mở trên khắp nước Úc và giống với các loài tương tự được tìm thấy ở lục Á-Âu và Bắc Mỹ, trong quá khứ nó đã được đặt tên là diều vai đen. Chúng có chiều dài khoảng 35–38 cm, với sải cánh dài 80–95 cm (31,5-37,4 in), với dáng điệu nhỏ và duyên dáng, nó chủ yếu là màu xám nhạt và trắng, là loài chim ăn thịt với vai màu đen và mắt đỏ.

## Đặc điểm

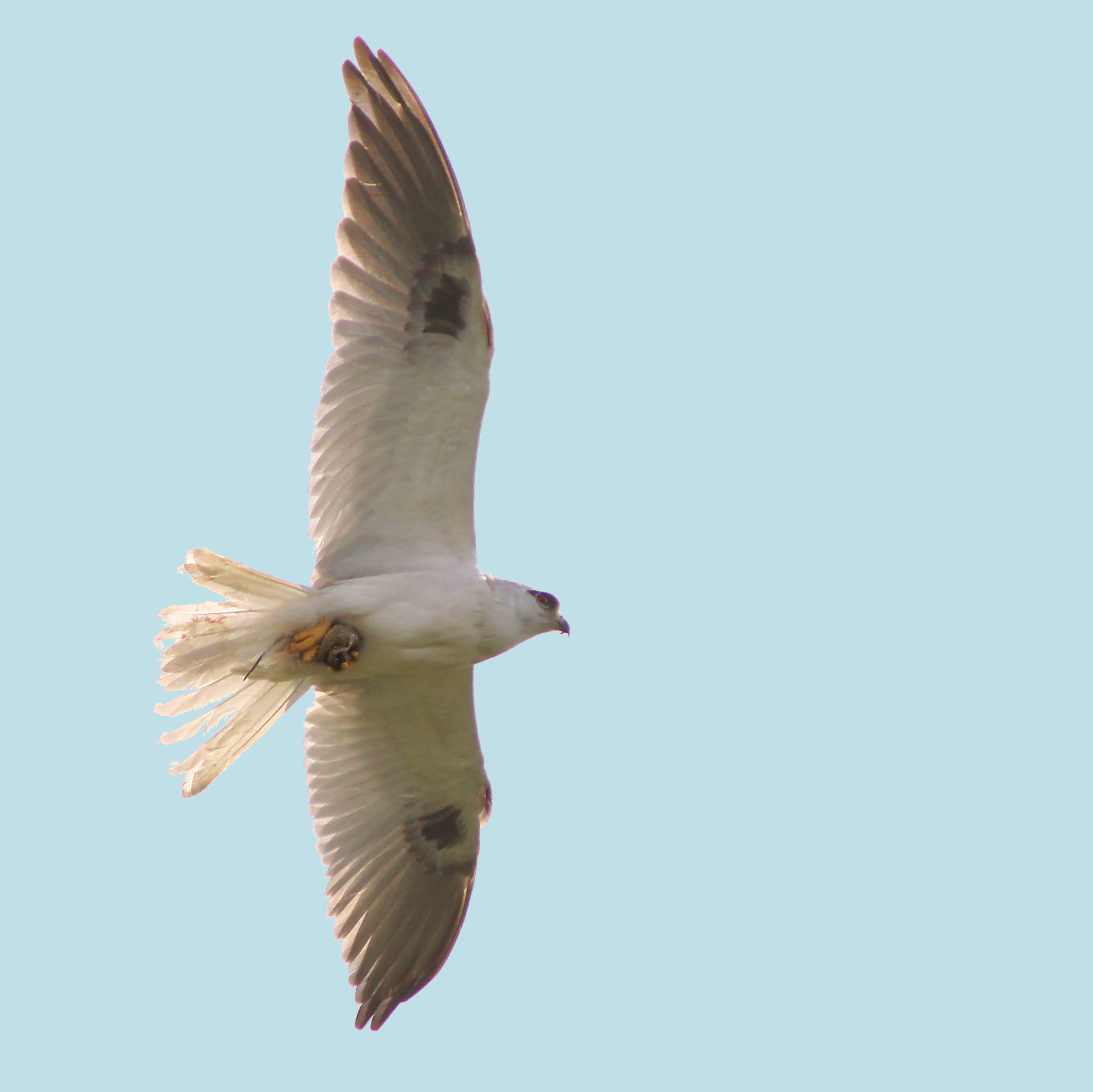
Một con diều vai đen đang bay

Đây là loài chim có chiều dài khoảng 35–38 cm và có một sải cánh từ 80 đến 95 cm (31,5-37,4 in) và trọng lượng trung bình khoảng 291 gram (10,26 oz). Chim trưởng thành có một màu xám rất nhạt với một đầu trắng và các phần dưới màu trắng. Cạnh hàng đầu của bên trong cánh là màu đen. Khi nó đâu tạo cho nó màu đen nổi bật của "vai". Nó có đôi mắt đỏ, với một "dấu phẩy" màu đen kéo dài đằng sau đôi mắt. Các con chim non đánh dấu theo một khuôn mẫu tương tự như chim trưởng thành, nhưng chúng có một màu nâu gỉ trên đầu ngực và phía trên, phía sau và cánh lốm đốm màu da bò (buff) hoặc nâu.
Diều trắng Úc thường có 2 màu xám nhạt và trắng. Diều Trắng Úc rất giống với các loài loài chim ăn thịt khác và là loài chim lặng lẽ, ngoại trừ trong mùa sinh sản. Mặc dù được biết đến trên khắp nước Úc, nó là loài phổ biến nhất ở phía nam-đông và phía tây nam của đại lục. Môi trường sống ưa thích của nó là đồng cỏ với cây phân tán và chúng thường được thấy săn bắt mồi hai bên đường. Giống như tất cả các loại diều, nó là một động vật ăn thịt của các loài động vật gặm nhấm, nó săn mồi đơn lẻ hoặc theo cặp bằng cách bay lượn tìm kiếm mồi trên không trung trên những khu đất rộng. Đây là loài chim hình thức một vợ một chồng, mùa sinh sản giữa tháng tám và tháng Giêng. Các con chim tham gia vào các màn tán tỉnh trên không. 

## Nuôi chim săn
Diều Trắng là khả năng bay lượn cũng như những pha “hành động” trên không. Đặc biệt, khi chơi Diều Trắng Úc, người chơi không phải dùng lồng mà cho nó một môi trường tương đối tự nhiên. Khi mang đi thì người chơi thường cho nó đứng trên tay, đây cũng là điểm đặc biệt của Diều Trắng làm nên phong cách của người chơi so với các loài chim khác. Để tìm mua và có một chú Diều Trắng ưng ý là không khó nhưng cái công chăm sóc và huấn luyện thì mới là khó. Khi còn non Diều Trắng thường ăn thịt được cắt nhỏ, người chơi thường cho ăn thịt chim cút.
Đặc biệt không được cho ăn thịt hoặc cút bầm vì như vậy sẽ dễ làm chim bệnh lỡ miệng, trước khi cho Diều Trắng Úc ăn, người chơi thường xịt nước cho Diều trước khi ăn, sau khi ăn thì cho uống nước ngay. Sau khoảng một tháng kì công chăm sóc và huấn luyện thì Diều Trắng Úc bắt đầu biết bay, đây là lúc quyết định sự thành bại của quá trình huấn luyện. Khi chim biết bay thì người chơi cho chim bay qua bay lại giữa hai tay theo hiệu lệnh. Sau đó là cho chim học cách giết mồi mà chủ yếu là chuột.Thời gian để cho Diều Trằng Úc thuần thục các kĩ năng trên nhanh thì 3 tháng còn chậm thì mất 1 năm. 